# 에바타 슌스케
에바타 슌스케(일본어: 江幡 俊介, 2000년 1월 16일~)는 일본의 축구 선수이다.

## 구단 경력
그는 2022년 J3리그의 반라우레 하치노헤에 입단했고, 2년동안 팀에서 뛰었다.